# Província de Berrechid
La província de Berrechid (en àrab إقليم برشيد, iqlīm Barraxīd; en amazic ⵜⴰⵙⴳⴰ ⵏ ⴱⴰⵔⵛⵉⴷ) é és una de les províncies del Marroc, fins 2015 part de la regió de Chaouia-Ouardigha i actualment de la de Casablanca-Settat. Té una superfície de 2.530 km² i 484.518 habitants censats en 2014. La capital és Berrechid.

## Geografia
Situada a la plana de la Chaouia, limita al nord amb la regió de Gran Casablanca, a l'oest amb la província d'El Jadida, al sud amb la província de Settat i a l'est amb la província de Benslimane.

## Divisió administrativa
La província de Berrechid consta de 6 municipis i 16 comunes:
| Nuclis de població    | Habitants       | Habitants       |
| Nuclis de població    | 2 setembre 1994 | 2 setembre 2004 |
| --------------------- | --------------- | --------------- |
| Berrechid (M)         | 57.387          | 92.822          |
| El Gara (M)           | 16.805          | 19.099          |
| Deroua (M)            | 10.266          | 21.794          |
| Had Soualem (M)       | 10.311          | 18.126          |
| Oulad Abbou (M)       | 10.019          | 10.748          |
| Sidi Rahal Chatai (M) | 9.743           | 13.687          |
| Sahel Oulad H'Riz     | 29.721          | 32.769          |
| Laghnimyine           | 16.344          | 16.191          |
| Soualem Trifiya       | 14.524          | 20.598          |
| Ouled Ziyane          | 9.471           | 14.151          |